# Дружба (Камчик)
«Дружба» — аматорський футбольний клуб із села Камчик Білгород-Дністровського району Одеської області. 

## Хронологія назв
- 19??—1990: «Зоря» (Зоря)
- 1990—1991: «Дружба» (Зоря)
- 1991—1992: «Зоря» (Зоря)
- 1992—2010: «Дружба» (Зоря)

## Історія
Футбольний клуб «Зоря» було засновано в селі Камчик Білгород-Дністровського району Одеської області. З моменту свого заснування виступав в регіональних футбольних змаганнях. Першим значним успіхом клубу з Саратського району став вихід до фіналу кубку Одеської області 1980 року. Проте у вирішальному поєдинку «Зоря» поступилася ФК «Повстання» (Татарбунари) з рахунком 0:2. У 1990 році команда змінила назву на «Дружба», піл якою того ж року знову стала фіналістом обласного кубку. Проте у фінальному поєдинку команда з Зорі зазнала розгромної поразки від одеського «Динамо». Після цього в кубку Одеської області команда не мала вагомих успіхів. З 1991 по 1992 рік клуб знову виступав під назвою «Зоря», але потім знову повернув собі колишню назву — «Дружба».
У чемпіонаті Одеської області клуб з Зорі також не мав вагомих успіхів. Єдиним виключенням чемпіонат 2000 року (осінь), коли «Дружба» завоювала бронзові нагороди. Підсля 2010 року згадки про клуб відсутні.

## Досягнення
- Кубок Одеської області
  -  Фіналіст (2): 1980, 1990

- Чемпіонат Одеської області
  -  Бронзовий призер (1): 2000

## Відомі гравці
- Геннадій Щекотилін